# Anathallis articulata
Anathallis articulata es una especie de orquídea epífita originaria de Brasil.

## Taxonomía
Anathallis articulata fue descrito por (Lindl.) Luer & Toscano y publicado en Monographs in systematic botany from the Missouri Botanical Garden 115: 257. 2009.
Sinonimia
- Humboltia articulata (Lindl.) Kuntze
- Pleurothallis articulata Lindl.[2][4][5]